# Villa d'Alésia
Villa d'Alésia är en gata i Quartier du Petit-Montrouge i Paris fjortonde arrondissement. Gatan är uppkallad efter den galliska staden Alesia, där ett slag ägde rum mellan romarna och gallerna år 52 f.Kr. Villa d'Alésia börjar vid Rue d'Alésia 111 ter och slutar vid Rue des Plantes 39.

## Omgivningar
- Saint-Pierre de Montrouge
- Impasse du Moulin-Vert
- Rue du Moulin-Vert
- Square du Chanoine-Viollet
- Rue d'Alésia
- Jardin Lionel-Assouad
- Impasse du Rouet

## Bilder
| - Gatuskylt. - Saint-Pierre de Montrouge. - Square du Chanoine-Viollet. - Jardin Lionel-Assouad. |

## Kommunikationer
- Tunnelbana – linje  – Alésia
- Busshållplats Les Plantes – Paris bussnät
- Busshållplats Alésia – Jean Moulin – Paris bussnät

### Webbkällor
- ”Villa d'Alésia”. Mairie de Paris. https://web.archive.org/web/20160303183452/http://www.v2asp.paris.fr/commun/v2asp/v2/nomenclature_voies/Voieactu/0171.nom.htm. Läst 21 december 2023.
- ”Villa d'Alésia (14ème arrondissement)”. Les rues de Paris. https://web.archive.org/web/20160409060613/http://www.parisrues.com/rues14/paris-14-villa-d-alesia.html. Läst 21 december 2023.